# Campionato Potiguar 2022
Il Campionato Potiguar 2022 è stata la 103ª edizione della massima serie del campionato potiguar. La stagione è iniziata il 9 gennaio 2022 e si è conclusa il 13 aprile successivo.

## Stagione

### Novità
È stato promosso dalla Segunda Divisão il Potyguar de Currais Novos. È retrocesso, al termine della passata stagione, il Palmeira.

### Formato
Il torneo si svolge in due turni identici: è prevista una prima fase (denominate rispettivamente Copa Cidade de Natal e Copa Rio Grande do Norte) composta da un girone unico. Le prime quattro classificate di tale gironi, accedono al secondo turno che decreterà la formazione vincitrice.
Le squadre vincitrici dei due turni, si affronteranno in un match singolo per decretare la vincitrice del Campionato Potiguar. Nel caso una squadra abbia vinto ambedue i turni, sarà questa ad essere decretata vincitrice del campionato.
Retrocede in Segunda Divisão la formazione con la somma minore di punti ottenuti in ambedue i turni.
La formazione vincitrice potrà partecipare alla Coppa del Brasile 2023 e alla Copa do Nordeste 2023. La seconda classificata solo alla Coppa del Brasile. Esclusi i club che sono già qualificati alle prime tre serie del campionato nazionale, la formazione meglio piazzata potrà partecipare alla Série D 2023.

## Risultati

### Copa Cidade de Natal

#### Prima fase
|  | Pos. | Squadra                   | Pt | G | V | N | P | GF | GS | DR  |
|  | ---- | ------------------------- | -- | - | - | - | - | -- | -- | --- |
|  | 1.   | ABC                       | 18 | 7 | 6 | 0 | 1 | 20 | 8  | +12 |
|  | 2.   | América-RN                | 16 | 7 | 5 | 1 | 1 | 11 | 5  | +6  |
|  | 3.   | Força e Luz-RN            | 9  | 7 | 2 | 3 | 2 | 7  | 8  | -1  |
|  | 4    | Potyguar de Currais Novos | 9  | 7 | 2 | 3 | 2 | 5  | 8  | -3  |
|  | 5    | Potiguar                  | 7  | 7 | 2 | 1 | 4 | 6  | 10 | -4  |
|  | 6    | Santa Cruz-RN             | 6  | 7 | 1 | 3 | 3 | 10 | 11 | -1  |
|  | 7    | Globo                     | 6  | 7 | 1 | 3 | 3 | 7  | 11 | -4  |
|  | 8    | ASSU                      | 5  | 7 | 1 | 2 | 4 | 6  | 11 | -5  |

Legenda:
      Ammessa alla fase finale.
Note:
Tre punti a vittoria, uno a pareggio, zero a sconfitta.

#### Fase finale
|  | Semifinali | Semifinali                | Semifinali |            |   | Finale | Finale | Finale |  |
|  |            |                           |            |            |   |        |        |        |  |
|  | 1          | ABC                       | 1          |            |   |        |        |        |  |
|  | 1          | ABC                       | 1          |            |   |        |        |        |  |
|  | 4          | Potyguar de Currais Novos | 0          |            |   |        |        |        |  |
|  | 4          | Potyguar de Currais Novos | 0          |            | 1 | ABC    | 1      |        |  |
|  |            |                           |            |            | 1 | ABC    | 1      |        |  |
|  |            |                           | 2          | América-RN | 1 |        |        |        |  |
|  | 2          | América-RN                | 2          | América-RN | 1 | 3      |        |        |  |
|  | 2          | América-RN                |            |            |   |        |        |        |  |
|  | 3          | Força e Luz-RN            | 1          |            |   |        |        |        |  |

### Copa Rio Grande do Norte

#### Prima fase
|  | Pos. | Squadra                   | Pt | G | V | N | P | GF | GS | DR  |
|  | ---- | ------------------------- | -- | - | - | - | - | -- | -- | --- |
|  | 1.   | América-RN                | 16 | 7 | 5 | 1 | 1 | 17 | 3  | +14 |
|  | 2.   | ABC                       | 15 | 7 | 5 | 0 | 2 | 21 | 5  | +16 |
|  | 3.   | Potiguar                  | 11 | 7 | 3 | 2 | 2 | 12 | 12 | 0   |
|  | 4    | Globo                     | 11 | 7 | 3 | 2 | 2 | 10 | 11 | -1  |
|  | 5    | Potyguar de Currais Novos | 7  | 7 | 1 | 4 | 2 | 5  | 7  | -2  |
|  | 6    | Santa Cruz-RN (-6)        | 5  | 7 | 3 | 2 | 2 | 11 | 10 | +1  |
|  | 7    | Força e Luz-RN            | 2  | 7 | 0 | 2 | 5 | 3  | 18 | -15 |
|  | 8    | ASSU (-3)                 | 0  | 7 | 0 | 3 | 4 | 3  | 16 | -13 |

Legenda:
      Ammessa alla fase finale.
Note:
Tre punti a vittoria, uno a pareggio, zero a sconfitta.

#### Fase finale
|  | Semifinali | Semifinali | Semifinali |     |   | Finale     | Finale | Finale |  |
|  |            |            |            |     |   |            |        |        |  |
|  | 1          | América-RN | 4          |     |   |            |        |        |  |
|  | 1          | América-RN | 4          |     |   |            |        |        |  |
|  | 4          | Globo      | 1          |     |   |            |        |        |  |
|  | 4          | Globo      | 1          |     | 1 | América-RN | 0      |        |  |
|  |            |            |            |     | 1 | América-RN | 0      |        |  |
|  |            |            | 2          | ABC | 0 |            |        |        |  |
|  | 2          | ABC        | 2          | ABC | 0 | 1          |        |        |  |
|  | 2          | ABC        |            |     |   |            |        |        |  |
|  | 3          | Potiguar   | 0          |     |   |            |        |        |  |

### Finale
| Squadra 1  | Totale | Squadra 2 | Andata | Ritorno |
| ---------- | ------ | --------- | ------ | ------- |
| América-RN | 4 – 6  | ABC       | 2 – 2  | 2 – 4   |